# Рудолф III (Баден)
Рудолф III (на немски: Rudolf III von Baden, † 2 февруари 1332) е маркграф на Маркграфство Баден от 1288 до 1332 г.

## Произход и управление
Той е най-малкият син на маркграф Рудолф I фон Баден († 19 ноември 1288) и Кунигунда фон Еберщайн († 12 април 1284/1290), дъщеря на граф Ото фон Еберщайн.
Рудолф III управлява от 1288 г. маркграфство Баден заедно с братята му Херман VII (1288 – 1291), Рудолф II (1288 – 1295) и Хесо (1288 – 1297) и от 1297 г. с племенника му Рудолф Хесо, който го последва.

## Фамилия
Рудолф III се жени през 1306 г. за Юта фон Щрасберг († 1327), дъщеря на граф Ото III фон Щрасберг. Двамата имат две дъщери:
- Кунегунда
- Ирмгард